# Clark Johnson
Clark Johnson (Philadelphia (Pennsylvania), 10 september 1954) is een Amerikaans acteur, filmregisseur en filmproducent.

## Biografie
Johnson werd geboren in Philadelphia (Pennsylvania) in een gezin van vier kinderen en verhuisde later met zijn familie naar Canada. Hij studeerde af aan de Concordia-universiteit in Montréal. Later studeerde hij ook aan de Eastern Michigan University in Ypsilanti (Michigan) met een beurs in atletiek. Hij werd later geschorst vanwege diefstal van eten uit de kantine. Hierna studeerde hij aan nog verschillende andere universiteiten, zoals de Loyola-universiteit Chicago, de University of Ottawa in Ottawa en ten slotte de Ontario College of Art in Toronto, waar hij afstudeerde in film.
Johnson is sinds 1994 hertrouwd en heeft twee dochters uit een eerder huwelijk.

## Filmografie

### Films
Selectie:
- 2017: Brawl in Cell Block 99 - als rechercheur Watkins
- 2006: The Sentinel – als Charlie Merriweather
- 2003: S.W.A.T. – als knappe partner van Deke
- 1995: Nick of Time – als Hackney
- 1994: Drop Zone – als Bob Covington
- 1988: Colors – als C.R.A.S.H. medewerker Lee
- 1987: Adventures in Babysitting – als leider zwarte bende

### Televisieseries
Selectie:
- 2025: Daredevil: Born Again - als Cherry - 7 afl.
- 2019: Evil - als pastoor Amara - 4 afl.
- 2018: Bosch - als Howard Elias - 5 afl.
- 2013-2014: Alpha House – als Robert Bettencourt – 21 afl.
- 2009: Cra$h & Burn – als Walker Hearn – 5 afl.
- 2008: The Wire – als Augustus Haynes – 10 afl.
- 1993-1999: Homicide: Life on the Street – als Meldrick Lewis – 122 afl.
- 1985-1988: Night Heat – als rechercheur Dave Jefferson – 18 afl.
- 1986: Hot Shots – als Al Pendleton – 13 afl.

### Filmregisseur
Selectie:
- 2019: City on a Hill - televisieserie - 1 afl.
- 2016-2018: Luke Cage - televisieserie - 2 afl.
- 2011-2013: Homeland – televisieserie – 4 afl.
- 2012-2013: Copper – televisieserie – 3 afl.
- 2012: Person of Interest – televisieserie – 1 afl.
- 2012: Breakout Kings – televisieserie – 2 afl.
- 2012: The Walking Dead – televisieserie – 1 afl.
- 2002-2008: The Shield – televisieserie – 7 afl.
- 2002-2008: The Wire – televisieserie – 4 afl.
- 2005-2006: Sleeper Cell – televisieserie – 2 afl.
- 2006: The Sentinel – film
- 2004: The Secret Service – film
- 2003: S.W.A.T. – film
- 1999: Law & Order: Special Victims Unit – televisieserie – 1 afl.
- 1996-1998: Homicide: Life on the Street – televisieserie – 5 afl.

### Filmproducent
- 2019: Juanita - film
- 2014: Eccentric Eclectic – documentaire
- 2011: Lights Out – televisieserie – 1 afl.
- 2010: Butterflies of Trip City – korte film
- 2010: Memphis Beat – televisieserie – 1 afl.
- 2009: Jenny – korte film
- 2007: Le viager – korte film
- 2007: Crazy Lovin' – korte film

- Bibliothèque nationale de France: cb14190814n (data)
- Gemeinsame Normdatei: 140225986
- International Standard Name Identifier: 0000 0001 1479 249X
- Library of Congress Control Number: no2002051734
- MusicBrainz: 356cb4c5-9ade-475e-be30-d4cf6086f16e
- Nationale Bibliotheek van Tsjechië: js20061013023
- Nationale Bibliotheek van Israël: 987007439683905171
- Nationale Bibliotheek van Polen: a0000002238090
- Nederlandse Thesaurus van Auteursnamen: 26282910X
- SNAC: w6fz10wj
- Système universitaire de documentation: 194419584
- Virtual International Authority File: 103765931
- WorldCat: E39PBJtxdJWVYwkdMHYVFHVQv3